# Херувимы
Херуви́мы (ивр. כְּרֻבִים‎, херуви́м — уже в форме мн. числа, однако в русском и ряде других европейских языков слово херувим исторически закрепилось в качестве названия одного существа; ед. число ивр. כרוב‎, херу́в) — упоминаемые в Библии крылатые небесные существа. В библейском представлении ο небесных существах херувимы вместе с серафимами являются самыми близкими к Богу. В христианстве это второй, следующий после серафимов, ангельский чин.

## В Священных Писаниях

### В Ветхом Завете
В Книге Бытия (3:24) херувим, вооружённый «пламенным мечом», охраняет вход в Эдемский Сад. Царь и пророк Давид описывает херувимов как средство передвижения Бога: «воссел на херувимов и полетел» (Пс. 17:11); частый эпитет Бога в Ветхом Завете — «Сидящий на херувимах» (1Цар. 4:4, 2Цар. 6:2, Ис. 37:16 и в других местах). Пророк Иезекииль, предсказывая падение царя Тира, сравнивает его с херувимом, чьи одежды были украшены сверкающими драгоценными камнями, который был низвергнут Богом из Эдемского Сада на землю за то, что он впал в грех гордыни (Иез. 28:11–19).
В Скинии, поверху крышки Ковчега Завета, вероятно по коротким её сторонам, были установлены два литых из золота херувима лицом друг к другу, с распростёртыми, как бы прикрывающими Ковчег, крыльями (Исх. 25:18-20, 37:7–9). Херувимы и крышка Ковчега (др.-евр. — капорет) составляли единое целое. В тексте отсутствует подробное описание херувимов, говорится лишь, что они обладают крыльями и лицами. Представляется, что, располагаясь на крышке Ковчега Завета, херувимы одновременно символизировали престол невидимого Бога и служили защитой Ковчега. Бог сообщил Моисею, что над Ковчегом между двумя херувимами он будет открываться ему и, через него, давать заповеди народу Израиля (Исх. 25:22).
Царь и пророк Соломон велел вырезать из масличного дерева и покрыть золотом гигантских херувимов высотой в десять локтей (около 5 м). Их пятиметровые крылья «простирались над местом Ковчега» (3Цар. 6:23-28) в Святая святых Иерусалимского храма.
Изображения херувимов были вышиты на занавеси (др.-евр. — парохет) при входе в Святая святых (Исх. 26:31; 36:35), на покрывалах Скинии (Исх. 26:1; 36:8) и вырезаны на внутренних и внешних стенах (3Цар. 6:29), дверях внутреннего и внешнего святилищ (3Цар. 6:32, 35) и панелях Храма (3Цар. 7:29, 36). Резные изображения на стенах и над дверью Храма упоминаются и в пророческом видении Иезекииля, причём каждый херувим имел два лица, человека и молодого льва (Иез. 41:18–20, 25).

## В религиозной традиции

### В иудаизме
Согласно мидрашам на Книгу Бытия, херувимы были созданы Богом на третий день творения. В то время, как, согласно другому источнику, они были первыми живыми существами, созданными в мире.
В Талмуде говорится, что четыре существа, которых Иезекииль видел около трона Божия, первоначально были человек, лев, бык и орёл, но что Иезекииль упросил Бога взять вместо быка херувима для того, чтобы Богу не пришлось иметь постоянно перед глазами тельца, который напоминал бы Ему ο том, как евреи поклонялись этому животному.
Предание рассказывает, что, когда фараон погнался за евреями к Красному морю, Бог взял херувима из колёс Своего трона и полетел к тому месту.
Талмуд упоминает херувима среди пяти предметов, находившихся в Первом, но не во Втором Храме. В том же трактате объясняется, что при разрушении Первого Храма, увидев херувимов, язычники стали глумиться над евреями, полагая, что те поклонялись статуям. По этой причине херувимы во Втором Храме не представляли отдельных статуй, а были вырезаны на стенах.
В Талмуде, описывая небеса и небожителей, перечисляются лишь три вида небесных существ: серафимы, офаним и хайот, вовсе не упоминая о херувимах. О тех же трёх видах говорится и в древней еврейской литургии.
В то же время, в мидраше на Экклезиаст говорится, что «когда человек спит, тело говорит душе (нешама), что оно делало в течение дня; душа передаёт эти сведения духу (нефеш), последний — ангелу, ангел — херувиму, херувим — серафиму, который, наконец, делает доклад Богу».
Мидраш говорит, что Бог, сидя на херувиме, наблюдает за всем, что творится в Его мире. Херувим, при этом, не заключает в себе ничего материального и носим Богом, а не наоборот.
В «Мидраш Тадше» херувимы на Ковчеге Завета соответствуют двум качествам Бога и двум Его Именам: качеству милосердия (тетраграмматон) и качеству справедливости (Элохим).

#### В Каббале
В «Зогаре», где перечисляются десять классов ангелов, херувимы не упоминаются как особый класс. В то же время, в каббалистической книге «Массехет Ацилут» херувимы занимают в сонме ангелов третье место, а начальником их является Херувиил (Керувиэль).
В кругах средневековых еврейских мистиков Германии существовала так называемая «школа особенного херувима».

### В христианстве
Христианское богословие изначально не имело определённого взгляда на природу херувимов, мнения разделялись в вопросе, являются ли они существами или всего лишь символами и образами для представления действий Бога. Следуя за Филоном Александрийским видели в херувимах лишь символическое значение Иероним Стридонский (IV век) и Феодорит Кирский (V век). Однако уже Климент Александрийский (II—III века) начинает отходить от такого понимания, называет херувимов «песнословящими духами», но продолжает делать основной акцент на символичности их образа:
Две золотые фигуры, каждая из которых имела шесть крыльев, по мнению некоторых означали Большую и Малую Медведицу, или же, лучше, две полусферы. Имя Херувима означает «великое знание». Вместе они имели двенадцать крыльев, как указание на чувственный мир, двенадцать знаков Зодиака и определяемый ими ход времени… изображение херувимов имеет символическое значение: лицо является символом души, крылья – служения и действия возвышающихся слева и справа сил, а уста – гимн славе в непрестанном созерцании.Климент Александрийский. Строматы. Дата обращения: 17 февраля 2009. Архивировано из оригинала 26 ноября 2010 года.
Начиная с IV века устанавливается преобладающим учение о том, что херувимы являются существами, хотя и обладают определённой символикой. Иоанн Златоуст дал следующее понятие херувимов, ставшее традиционным для христианства к окончанию эпохи Вселенских соборов:
Херувим означает не что иное, как полную мудрость. Вот почему Херувимы полны глаз: спина, голова, крылья, ноги, грудь — все наполнено глаз, потому что премудрость смотрит всюду, имеет повсюду отверстое око.Иоанн Златоуст
Феодор Студит называет херувимов «наивысшими из всех и ближайшими к Богу», его мнение поддерживают католические (Фома Аквинский) и протестантские (Кейль) богословы.

Свойства херувимов описал Псевдо-Дионисий Ареопагит в своём сочинении «О небесной иерархии»: 
Наименование же Херувимов означает их силу — знать и созерцать Бога, способность принимать высший свет и созерцать Божественное благолепие при самом первом его проявлении, мудрое их искусство — преподавать и сообщать обильно другим дарованную им самим мудрость.Псевдо-Дионисий Ареопагит. «О небесной иерархии».
В богослужении Православной церкви на литургии поётся молитва, называемая херувимской песнью: «Иже Херувимы тайно образующе и Животворящей Троице Трисвятую песнь припевающе…». Она состоит из двух частей, разделяемых великим входом, перед ней раскрываются царские врата алтаря.
Согласно Православной энциклопедии, херувимы не только являются таинственной колесницей Господа Саваофа, на которой Всевышний «восседает», но и исполняют Божественные повеления. Святитель Григорий Богослов, перечисляя ангельские иерархические ступени и некоторые имена ангельских чинов, по всей видимости, называл херувимов «светлостями».

## В апокрифах
В апокрифической литературе херувимы считаются ангелами: «Книга тайн Еноха» относит их к обитателям шестого и седьмого неба; вместе с фениксами и шестикрылыми серафимами они поют у подножия трона Божия.
Эфиопская книга Еноха также говорит ο трёх видах ангелов, всегда бодрствующих у трона Божия.

## Этимология названия
Этимология слова «херувим» спорна.
В Талмуде название «כרוב» производится от арамейского выражения «כרביא‎» (подобный юноше).
Библейские критики производили это слово от арамейского корня כרב‎ — «пахать», из чего ими делался вывод о том, что херувим имел вид быка. Но эта этимология была отвергнута.
Некоторые (как, например, Эйхгорн) скомбинировали это слово с греческим γρυψ (гриф), представление ο кοтοром дошло до греков через колонии в областях Понта, Таврического Херсонеса и т. д.; грифы изображались в виде крылатых существ, со львиным туловищем, орлиной головой и пылающими глазами; по греческому мифу они охраняли золото аримаспов, живших на Рифейских горах.
Ассириологи предполагают, что ивритское слово «керув» связано с аккадским карибу (производное существительное от глагола карабу — молиться, благословлять), то есть херувим — это посредник, возносящий человеческие молитвы к Богу. Причастие «kâribu» — «благословляющий», по утверждению ассириологов, часто встречается в клинописных текстах, как обозначение быкообразных крылатых колоссов, которые ставились у порталов ассирийских царских дворцов, в качестве могучих стражей государства и счастья, изображая бога «Адар». Тем не менее, эти четвероногие колоссы представляют только слабую аналогию библейских херувимов.

## Внешний вид
Библия содержит несколько различных описаний херувимов. У херувимов в Скинии и в Храме по одному лику (Исх. 25:20) и по два крыла (Исх. 25:20, 3Цар. 6:24, 27). Пророк Иезекииль в своём видении (Иез. 1:5) описывает херувимов несколько иначе: это человекоподобные существа с четырьмя крыльями (два подняты вверх и касаются друг друга, а два опущены вниз и закрывают тело), ногами, подобным бычьим, но сверкающими, «как блестящая медь», четырьмя руками под крыльями на их четырёх сторонах и четырьмя лицами: человека и льва (с правой стороны), быка и орла (с левой). Возле каждого из них по колесу. Способ передвижения — шествие и полёт. Подробнее см. тетраморф.

…из средины его видно было подобие четырёх животных, — и таков был вид их: облик их был, как у человека; и у каждого четыре лица, и у каждого из них четыре крыла; а ноги их — ноги прямые, и ступни ног их — как ступня ноги у тельца, и сверкали, как блестящая медь. И руки человеческие были под крыльями их, на четырёх сторонах их; и лица у них и крылья у них — у всех четырёх; крылья их соприкасались одно к другому; во время шествия своего они не оборачивались, а шли каждое по направлению лица своего. Подобие лиц их — лице человека и лице льва с правой стороны у всех их четырёх; а с левой стороны лице тельца у всех четырёх и лице орла у всех четырёх. И лица их и крылья их сверху были разделены, но у каждого два крыла соприкасались одно к другому, а два покрывали тела их. И шли они, каждое в ту сторону, которая пред лицем его; куда дух хотел идти, туда и шли; во время шествия своего не оборачивались. И вид этих животных был как вид горящих углей, как вид лампад; [огонь] ходил между животными, и сияние от огня и молния исходила из огня. И животные быстро двигались туда и сюда, как сверкает молния. <...> на земле подле этих животных по одному колесу перед четырьмя лицами их. Вид колёс и устроение их — как вид топаза, и подобие у всех четырёх одно; и по виду их и по устроению их казалось, будто колесо находилось в колесе. Когда они шли, шли на четыре свои стороны; во время шествия не оборачивались. А ободья их — высоки и страшны были они; ободья их у всех четырёх вокруг полны были глаз. И когда шли животные, шли и колёса подле [них]; а когда животные поднимались от земли, тогда поднимались и колёса. <...> и у каждого были два крыла, которые покрывали их, у каждого два крыла покрывали тела их. И когда они шли, я слышал шум крыльев их, как бы шум многих вод, как бы глас Всемогущего, сильный шум, как бы шум в воинском стане; [а] когда они останавливались, опускали крылья свои.
— Иез. 1:5-24
Ниже (Иез. 10:1) эти существа названы херувимами (ср. также 1Пар. 28:18), а вместо лика быка Иезекииль упоминает лик херувима (Иез. 10:14). В Иез. 41:18,19 у вырезанных на стенах и дверях Храма херувимов лишь два лика — человеческий и львиный. Возможно, это различие объясняется двухмерным изображением фигур, в отличие от трёхмерной картины в видении.
Талмудисты представляли себе херувимов в виде малолетнего отрока. На вопрос: «Что такое „כרוב“?» рабби Аббагу отвечает: «Подобие юноши», потому что в Вавилоне юношу называют רביא. На другой вопрос: «Если изображение херувима было подобно человеку, то зачем в библейском тексте (Иез. 10:14) различаются выражения: лицо херувима и лицо человека?» — даётся в Талмуде такой ответ: «Под лицом человека нужно разуметь лицо взрослого человека, а под лицом херувима — отроческое».
Согласно мидрашам, херувимы не имеют определённой формы, являясь то мужчинами, то женщинами, то духами и ангелоподобными существами.
В то же время Иосиф Флавий категорически отказывается объяснить, как древние евреи изображали херувимов в Храме. По его словам, «они имели такой вид, какого никто никогда не видел; никто не мог объяснить, что они изображали».
В эпоху Возрождения было популярно изображать херувимов в качестве крылатых младенцев.

## Источник образов и аналоги в других традициях
Изображения крылатых существ (например, ламассу) были широко распространены в искусстве и религиозной символике древнего Ближнего Востока. Два крылатых существа были помещены по обе стороны трона царя Библа Хирама, крылатые быки шеду стояли у входа в вавилонские и ассирийские дворцы и храмы; они были также изображены на глиняных алтарях для воскурений, найденных в Мегиддо и Та‘анахе; крылатые сфинксы, грифоны и человекоподобные существа встречаются в искусстве и иконографии Кархемиша, Калаха, Нимруда, Халеба и Тель-Халафа. Подобные фигуры изображены на пластинах слоновой кости из столицы Израильского царства Самарии.

## В философии

### Филон Александрийский
По мнению Филона Александрийского, херувимы на Ковчеге Завета являются символическим изображением двух высших качеств Бога и двух Его Имён: качеству милосердия (тетраграмматон) и качеству справедливости (Элохим), а в другом месте считает их аллегорическим изображением обоих полушарий. Наконец, Филон смешивает херувимов с более знакомыми ему египетскими сфинксами и называет их образами тайной мудрости, опираясь на ошибочное толкование названия «כרובים‎», как כ‎ (как), רוב‎ (много) и בין‎ (смысл).

### Маймонид
Маймонид насчитывает десять классов ангелов, среди которых херувимы занимают девятое место.
Третья часть его «Путеводителя растерянных» начинается с философского толкования пророчества Иезекииля о «Божественной колеснице» (меркава), в котором Маймонид усматривает описание земного мира, небесных сфер и интеллектов, — начал, которым сферы обязаны своим движением.
По его мнению, херувимы были помещены в святилище Храма, чтобы внушить народу веру в ангелов, и их было два, для того чтобы народ не считал их изображением самого Бога.

## В искусстве и литературе

### В литературе
- В «Демоне» Лермонтова: «Тех дней, когда в жилище света Блистал он, чистый херувим» (Демон — бывший, «падший» херувим).

### В изобразительном искусстве
Описание серафимов в Книге пророка Исаии очень конкретно, поэтому их часто и легко изображают, как, например, в купольной росписи церкви Преображения в Великом Новгороде, подписанной Феофаном Греком в 1378 году. Однако, туманные мистические свидетельства о херувимах пророка Иезекииля ставили художников в трудное положение. В древности художники стремились как можно точнее следовать библейскому тексту, представляя херувима с четырьмя ликами и со всеми возможными подробностями. Такое изображение херувима называют тетраморф («четырёхликий»). Херувим-тетраморф истолковывался как символ единого Евангелия — Слова Божия, записанного четырьмя евангелистами. Но постепенно различия между иконописными образами серафимов и херувимов стёрлись. Их общие черты — наличие крыльев и предстояние у Божественного Престола — оказались для иконописцев важнее различий. Так возникло «соединённое» изображение высшего небесного существа с шестью или четырьмя крыльями, на которых часто рисовались глаза, с руками и ногами; голова этого небесного существа (окружённая нимбом или без нимба) либо выступала над крыльями, либо была спрятана в середине крыльев, и видимым оставался только лик; под ногами их иногда рисовали колеса. Одновременно возникло ещё более простое и обобщённое изображение — без рук и ног, с четырьмя или шестью крыльями и человеческим лицом. Эти изображения сопровождают надписи «Херувим» или «Серафим», которые нередко пишутся под совершенно одинаковыми по внешнему виду образами. Данные наименования в большинстве случаев обозначают не конкретного Серафима из видения пророка Исаии и не херувима из видения пророка Иезекииля, но лишь обобщённый образ высших Небесных Сил, окружающих Божественный Престол.